# Aivilik
Aivilik /aivilik =having walrus/ (Repulse Bay, Naujaat), eskimsko selo na zaljevu Repulse u Kanadi, federalni teritorij Nunavut. Naselje je danas poznato kao Repulse Bay, u eskimskom jeziku Naujaat. Aivilik je nekad bilo glavno zimsko naselje Aivilirmiut (Aivilingmiut ili Aivilik) Eskima, plemenu poznatom po lovu na morževe.
Repulse Bay je smješten točno na arktičkom krugu. 748 stanovnika (2006).